# 25673 Di Mascio
25673 Di Mascio è un asteroide della fascia principale. Scoperto nel 2000, presenta un'orbita caratterizzata da un semiasse maggiore pari a 2,8467568 UA e da un'eccentricità di 0,0585243, inclinata di 2,26592° rispetto all'eclittica.